# Comté de Fayette (Alabama)
Pour les articles homonymes, voir Comté de Fayette.
Le comté de Fayette est un comté situé dans l'État de l'Alabama aux États-Unis.

## Démographie
| 1830  | 1840  | 1850  | 1860   | 1870  | 1880   |
| ----- | ----- | ----- | ------ | ----- | ------ |
| 3 547 | 6 942 | 9 681 | 12 850 | 7 136 | 10 135 |

| 1890   | 1900   | 1910   | 1920   | 1930   | 1940   |
| ------ | ------ | ------ | ------ | ------ | ------ |
| 12 823 | 14 132 | 16 248 | 18 365 | 18 443 | 21 651 |

| 1950   | 1960   | 1970   | 1980   | 1990   | 2000   |
| ------ | ------ | ------ | ------ | ------ | ------ |
| 19 388 | 16 148 | 16 252 | 18 809 | 17 962 | 18 495 |

| 2010   | - | - | - | - | - |
| ------ | - | - | - | - | - |
| 17 241 | - | - | - | - | - |